# ولدون اولسون
ولدون اولسون (انگلیسی: Weldon Olson؛ زادهٔ november ۱۲, ۱۹۳۲ (۹۲ سال)) ورزشکار هاکی روی یخ اهل ایالات متحده آمریکا است.
وی در مسابقات کشوری و بین‌المللی در مجموع برندهٔ ۱ مدال طلا، ۱ مدال نقره شده‌است.